# Ikkyusan il piccolo bonzo
Ikkyusan il piccolo bonzo (一休さん?, Ikkyu-san)

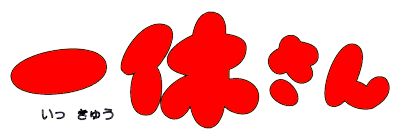

è una serie anime prodotta dalla Toei animation in 298 episodi e trasmessa da TV Asahi a partire dal 1975. In Italia è andato in onda a partire dal 1984 su alcune televisioni locali e su Telemontecarlo.
La storia è basata sulla vita reale del monaco buddhista di fede Zen Ikkyū Sōjun del XV secolo (vengono citati anche eventi riguardanti la Guerra Ōnin).

## Trama
La vicenda segue le avventure del piccolo bonzo Ikkyu durante il suo soggiorno all'Ankoku-ji, tempio situato nella prefettura di Hiroshima; il giovane monaco si basa esclusivamente sulla sua intelligenza e sulla sua spiritualità per risolvere i vari problemi che via via gli si pongono davanti, in special modo quelli di tipo umano (dai contadini disperati per la carestia ai commercianti avidi ed egoisti).
Ogniqualvolta egli pensa al modo migliore per affrontare gli ostacoli si siede nella posizione del loto ed entra in una profonda meditazione che gli consente di entrare in comunicazione col Buddha.